# 韓國電視劇

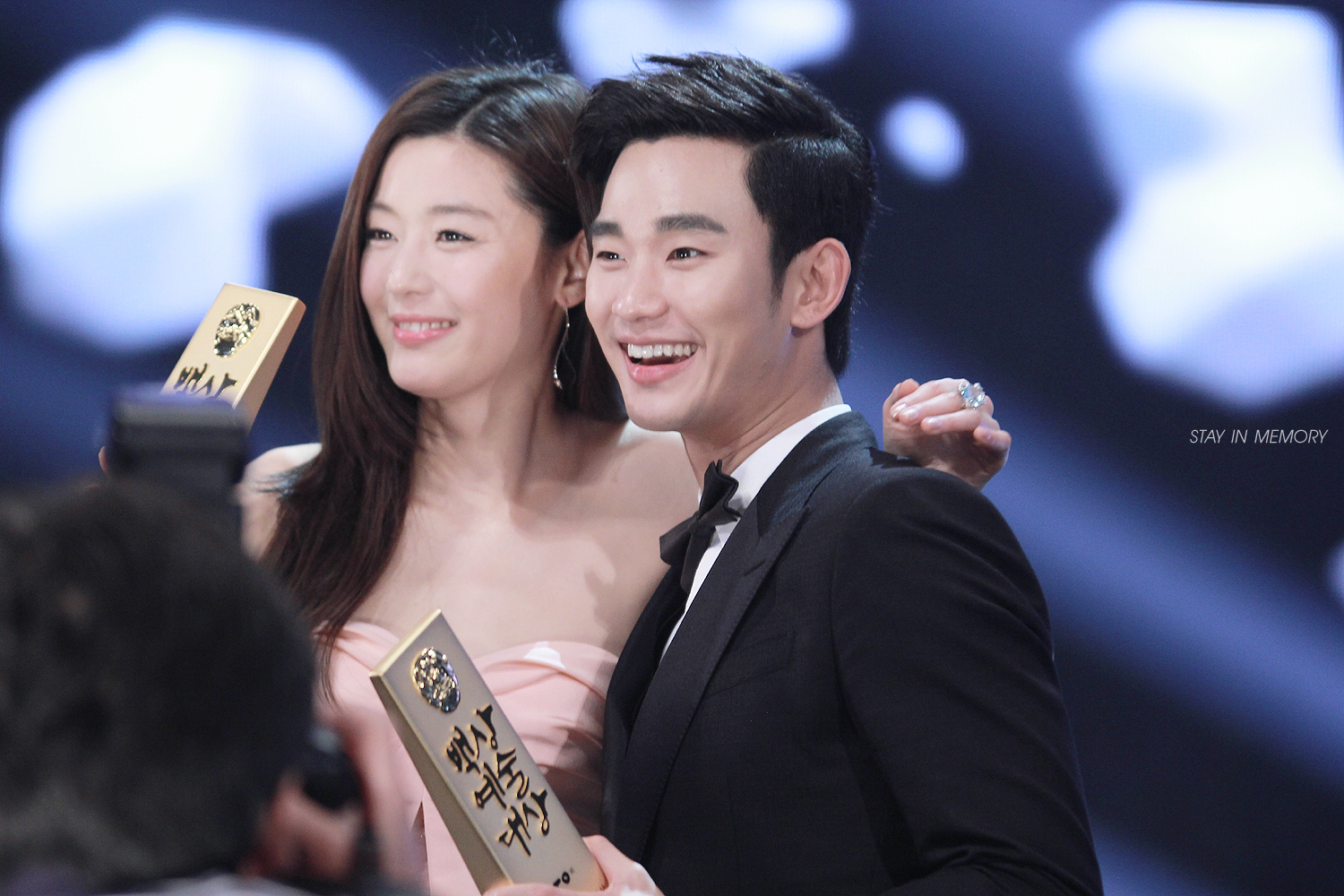
韩国演员全智贤和金秀贤獲得百想藝術大獎肯定

韩国电视剧（韓語：한국드라마），简称韩剧（韓語：한드），指韩国拍摄制作的电视剧。二十世纪八十年代，韩剧随着电视的彩色化而兴起:97。1990年，韩国修订《电视法》，允许民营电视台和有线电视台进入电视广播产业。1991年，民营商业电视台SBS的成立使韩剧产业形成KBS、MBC和SBS三足鼎立的商业化运作格局:16-17。1997年，韩剧开始在美國、臺灣、中国大陆、歐洲、美洲、東南亞、印度、斯里蘭卡和日本地区快速流行，成为“韩流”的重要组成部分:序1:1。2000年开始，韩剧与韩流在世界更大范围流行，进入兴盛期:20。
韩国电视台一般是向下属的影视制作公司订购电视剧，无须制片人考虑资金筹备和市场销售事宜。因此传统的韩剧制作模式是“PD合一”，即制片人与导演的职责由一个人来担任，被称为PD（Producer和Director的首字母组合）:63:58-60。此外，韩剧采取“边写、边拍、边播”的体制。电视剧开拍前一般只需三分之一的剧本和梗概。电视剧的播放一般也只需30%左右的完成片:76:4:24。为追求收视率，剧组人员可根据观众的需求确定剧情的发展和最后的结局:77:4。
韩剧体现着韩国东西合璧混合文化的特点:30-31，通过挖掘人性之美，褒扬真、善、美，塑造执著、坚忍、充满朝气的人物形象，倡导夫妻恩爱、孝敬父母、诚实守信，珍惜亲情等传统儒家思想:37。韩剧大多很“洁净”，正面人物多斯文有礼、遵章守纪，即使是热恋的情侣也很少有那些过火的镜头，可以在任何时段播出，适合全家人一起观看:38-39:168。

## 历史

### 1960-1970年代的孕育期
1961年5月16日，朴正熙发动五一六军事政变，推翻四一九民主革命建立的第二共和國，开启了韩国长达26年的军政威权统治。在电视机尚未普及的情况下，朴正熙政权开始将电视媒体作为维护其独裁统治的宣传工具:4-5。1960年代初期，韩国电视剧主要是政治剧和以“反北”为题材的电视剧。1962年1月19日，国营电视台KBS播放了韩国首部电视剧《我也要做人》（나도 인간이 되련다）。这是部为争取自由，反抗朝鲜政权，抨击朝鲜非人性化的“反北”电视剧。1964年，KBS播出了目的性极强的政治剧《实话剧场》（실화극장）。该剧编剧为时任韩国中央情报局干部，因此素材丰富，受到观众欢迎:6-7。
1964年12月，民营東洋廣播公司（TBC）成立后播出了韩国首部日日电视剧《下著雪》（눈이 내리는데），KBS則推出了第一部历史剧《國土萬里》（국토만리）。以追求收视率为目的的民营电视台的出现使韩国电视界出现了竞争:5-6。1960年代后期，特别是1969年民营MBC电台成立后，韩国电视剧的类型基本完善，出现了历史剧、社会剧、家庭剧和爱情剧等类型。1969年，韩国还出现了以婚外情为题材的电视剧《青蛙丈夫》。该剧以“青蛙是水陆两栖生活，你的丈夫生活在何地？”为主题，描述了丈夫（崔佛岩飾演）与年轻女秘书发生关系，妻子（金惠子飾演）以忍耐与原谅坚守家庭的当时社会大男子主义的传统气氛。由于题材的刺激性和不道德因素，该剧播放期间遭到众多批评而中途停播，但同时也创造了当时最高的收视率:7。
1970年3月至1971年1月，TBC播放了以1930-1950年代动荡历史时期为背景的253集电视剧《小姐》。该剧描述了以牺牲自己为美德的传统韩国女性的一生，得到韩国女性观众的关注，获得了当时最高的收视率。该片的成功使各家电视台都大量增加日日剧的播放量，并集中挖掘“催泪式”题材的电视剧。之后，KBS播出了《旅路》和《波濤》两部以女性视角为主的典型韩国传统爱情剧，也获得了成功:7。1972年8月30日至1973年12月28日，MBC播出了一种电视剧新类型家庭剧《新媽媽》。该剧开启了所谓的“金秀贤电视剧”时代。1968年出道的韩国编剧金秀贤使MBC成为“电视剧王国”，被誉为“语言的魔术师”、“收视率的保险单”。1971年开始，MBC还播放了长达18年之久的长寿电视剧《搜查班长》。该剧是以“预防犯罪、教导犯人、拉近百姓与警察间距离”为主题，再现犯罪破案过程的情景剧:8。

### 1980年代的转折期
朴正熙维新体制瓦解后的1980年代，全斗焕通过双十二政变夺取了韩国政权。1980年，全斗焕军政府制定了《言论基本法》，强行关闭或合并电视台，民营电台TBC被国营KBS电台吞并，成为公营的KBS。政治目的明显的单本剧和特集电视剧在受控于政府的公营电台急剧增加，而以家庭剧和爱情剧为主的日日电视剧则逐渐消失:10。为寻求政权的合法性，全斗焕军政府开始鼓励制作历史剧，比如对朝鲜太祖李成桂在高丽末期混乱时期篡夺王位作出新的解释。开始关注正史的历史剧吸引了男性观众的目光。KBS在1983年1月播出的《开国》和MBC在同年3月播放的《朝鮮王朝五百年》都是出于政治目的制作的历史剧:11。另一方面，暴露政治腐败，官商勾结的政治剧，如《第一共和国》（1981年，MBC）和《野望的25时》（1983年，MBC）在播放期间遭到了全斗焕当局的停播:11。
“反北”题材的电视剧在1980年代与1960-1970年代的同一题材电视剧相比，内容和表达方式方面要缓和的多，而不是以往极强的敌对，并开始探讨和解。1983年7月，KBS2编排特集直播节目《寻找离散家属》，旨在为战争离散家属找回亲人。该节目使韩国全国上下都陷入了离散家属的悲哀、感激、同情和重逢喜悦之中，全国为之轰动。受该节目的影响，以战争、离散家属为题材的电视剧相继被推出。1983年8月MBC播放的，KBS2在同年11月播出的《兄妹》都属这类电视剧。:12
1980年代，韩国政府盲目追求经济快速增长的弊端开始显现。反映经济问题的电视剧也开始出现。展现精英企业家奋斗精神的《现代立地传》（현대 입지전）和《巨富实录系列》，强调团结协作精神，试图消弱劳资纠纷等问题的《开城商人》（개성상인）等都是这一时期的经济类型电视剧。随着城乡矛盾的深化，怀念农村生活的田园题材电视剧在这一时期也受到了观众的欢迎。1980年10月，MBC开始播出的《田園日記》创下了22年2个月的韩剧历史上最长寿纪录:12。涉及社会问题的电视剧在1980年代初包括探讨儿童精神疾病及其原因的《羁绊》（굴레，MBC特輯電視劇）和探讨老人问题的《夕阳的平原》。1980年代末期，韩国电视剧开始更加积极的暴露社会现实，出现了揭露滥用公共权力的《委屈的土地》（잃어버린 땅，MBC特輯電視劇），表现再开发政策、拆迁和城市贫民漂流生活的《哲秀的梦》（철수의 꿈），探讨公害问题的《芝浦里发生了什么事》（지포리에서 생긴일）等:11。

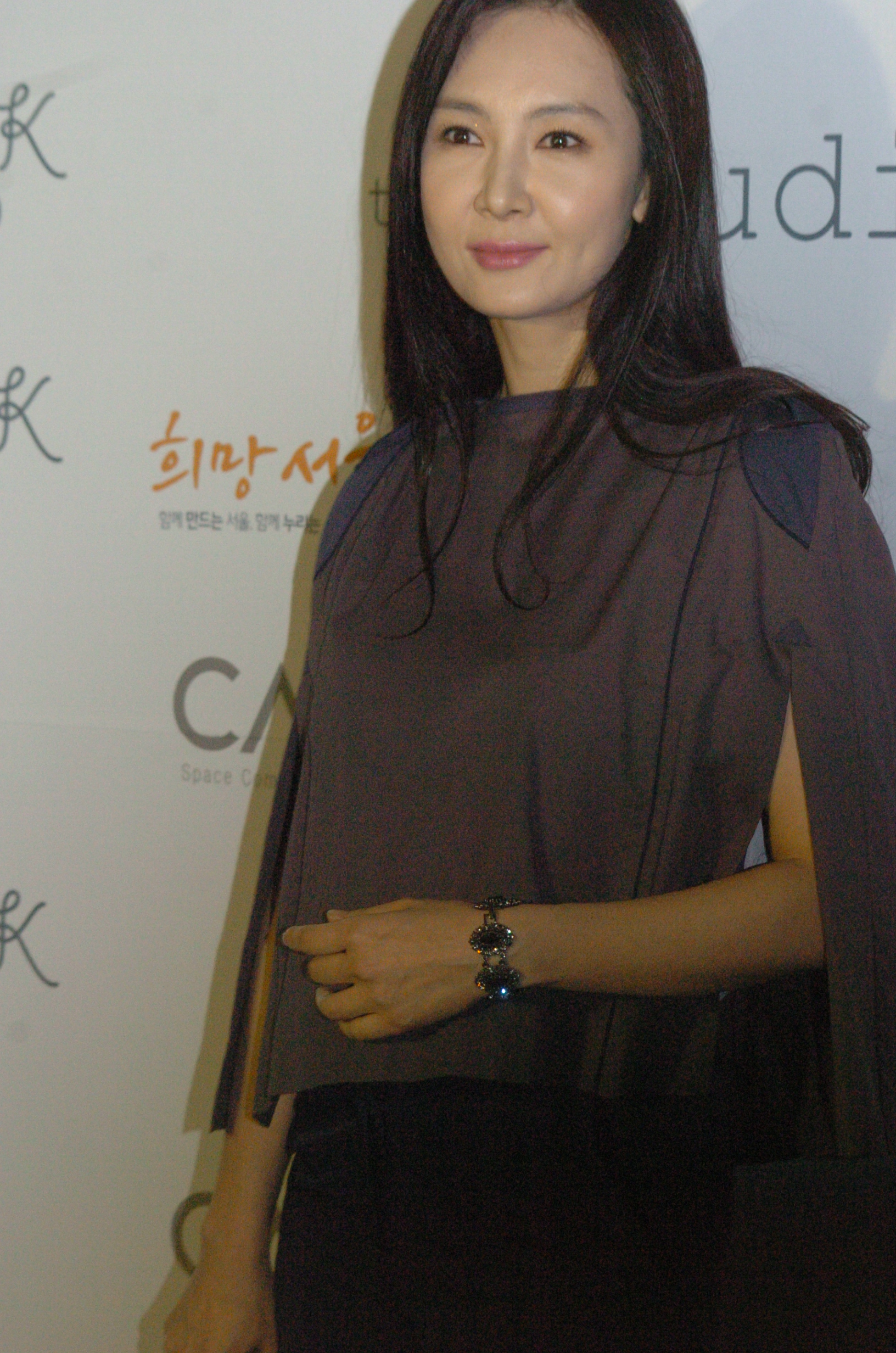
女演員蔡時那多次奪下電視台大賞

1987年，卢泰愚为平息六月民主运动发表“六二九宣言”。韩国进入民主化时期，《言论基本法》被废除，取而代之的是《新电视法》。随着政治环境的好转，KBS与MBC两大电台的收视率竞争开始变得更为激烈。爱情剧和婚外情电视剧重新开始出现:10-11。与此同时，韩国出现一种新的电视剧类型“迷你电视剧”。1987年，MBC播出了韩国历史上的首部迷你电视剧《火鸟》，受到观众青睐。这时期的迷你电视剧一般改编自有浓厚社会性的小说。1980年代后期，以爱情为题材的迷你电视剧开始出现，如1988年MBC制作的《沙城》:12-13。此外，1980年代韩国电视剧的代表还有1984年KBS2播出的以夫妻关系和婆媳矛盾等家庭问题为内容的《電視劇遊戲》。该剧通过观众的投票结果决定该家庭该不该离婚的结局，开创独特的互动模式:13。1986年，MBC首播的以喜剧形式描写老百姓生活的《一屋三家族》得到观众的喜爱。该剧一直持续播到1994年:13。

### 1990年代的发展期
进入1990年代，韩国的民主化开始逐步走向成熟。1990年，韩国修订了《电视法》，决定缩减KBS的规模，并允许开办民营电视台和有线电视台。1991年，民营商业电视台SBS的成立使韩国电视跨入KBS、MBC和SBS三足鼎立的商业化运作阶段。SBS在成立之初即采取了差异化编排策略。韩国电视台长期以来习惯于晚上9点播放整点新闻，而SBS将播放新闻的时间提前了一个小时，在9点钟则集中播放电视剧。:16-17
1990年代，韩国电视剧市场开始出现分化。1992年，MBC播出了针对新一代年轻人的电视剧《嫉妒》，拉开了青春偶像剧的帷幕。中央电视台于1993年引进该剧，成为中国大陆第一部引进的韩剧。该剧的成功引发了青春偶像剧制作的热潮。1994年推出《爱的火花》和，其中《最后的胜负》以《青出于蓝》的译名由卫视中文台引进，成为台湾第一部引进的韩剧；1997年的《医家兄弟》和《星梦奇缘》相继被推出。尽管这些青春偶像剧遭到了享乐、自私、轻薄等的批评，但仍然受到年轻观众的青睐，和中国及东南亚地区的欢迎，为韩流的形成作出了贡献。:17
情景喜剧（Situational Comedy，简称Sitcom）是1990年代韩剧的另一代表类型。情景喜剧每集一般在30分钟左右，通过喜剧对话和表演缓解现代人的现实生活压力，受到几乎所有年龄段观众的欢迎。1993年SBS首播的《吴博士家人》、1996年MBC播出的《三男三女》和SBS播出的《LA阿里郎》，以及1998年SBS播出的等情景喜剧都获得了很高的收视率。:17
家庭剧在1990年代依然是受欢迎的类型。1991年，MBC播出了反映男女平等、代沟、家庭矛盾的家庭剧《爱情是什么》。该剧描述了一位出生在现代、开放家庭的女子嫁给一位保守、传统、大男子主义家庭男人的故事，创造了64.9%的收视率。1995年，KBS2播出的《澡堂老板家的男人们》以轻松、愉悦的风格描写一个屋檐下多个家庭的纠葛，创下了50%以上的收视率，甚至导致其他电台的电视剧中途停播。1998年，MBC播出的《看了又看》的收视率也达到了50%以上。这些家庭剧被广泛认可为韩流的一部分。:18
1990年代韩国还出现了以韩国历史为背景的大型时代反思剧。1991年，MBC播出的金鍾學导演的《黎明的眼睛》，以沧桑的韩国近代史为背景讲述了三对男女相互交织的爱情和友情，内容涉及日占、国家独立、解放后的意识形态对峙、朝鲜战争、慰安妇等诸多敏感问题，在韩国产生巨大影响。1995年，SBS播出的《沙漏》描述了韩国1970年代末到1990年代初的军事独裁政治腐败、光州民主化运动、三清教育队、以及黑社会参与政府腐败等忌讳话题，在386世代中产生强烈共鸣。此剧播放之时，韩国街道、餐厅、酒吧人群骤减。人们都纷纷准时回家观看此剧。该剧因此也被称为“回家时钟”。:18-19
观众关注度较弱的历史剧在1996年KBS播出《龍之淚》后开始受到重视。该剧讲述朝鲜太祖李成桂谋逆废除高丽自立为王，后又被其子李芳远夺权的史实。由于剧情与当时的韩国政治情况相似而引发社会关注。之后，SBS播出的描写朝鲜王朝农民武装首领林巪正的历史剧《林巪正》，以及《龍之淚》的续集《王与妃》也都受到了观众的欢迎。1999年，MBC推出描写朝鲜王朝名医许浚克服身份制度制约成为最高名医的医学历史剧《许浚》，在观众中产生热烈反响，被称为“国民电视剧”。该剧迎合了当时人们对健康生活的需求，引发人们对韩医和保健食品的关注。:19

### 2000年后的兴盛期

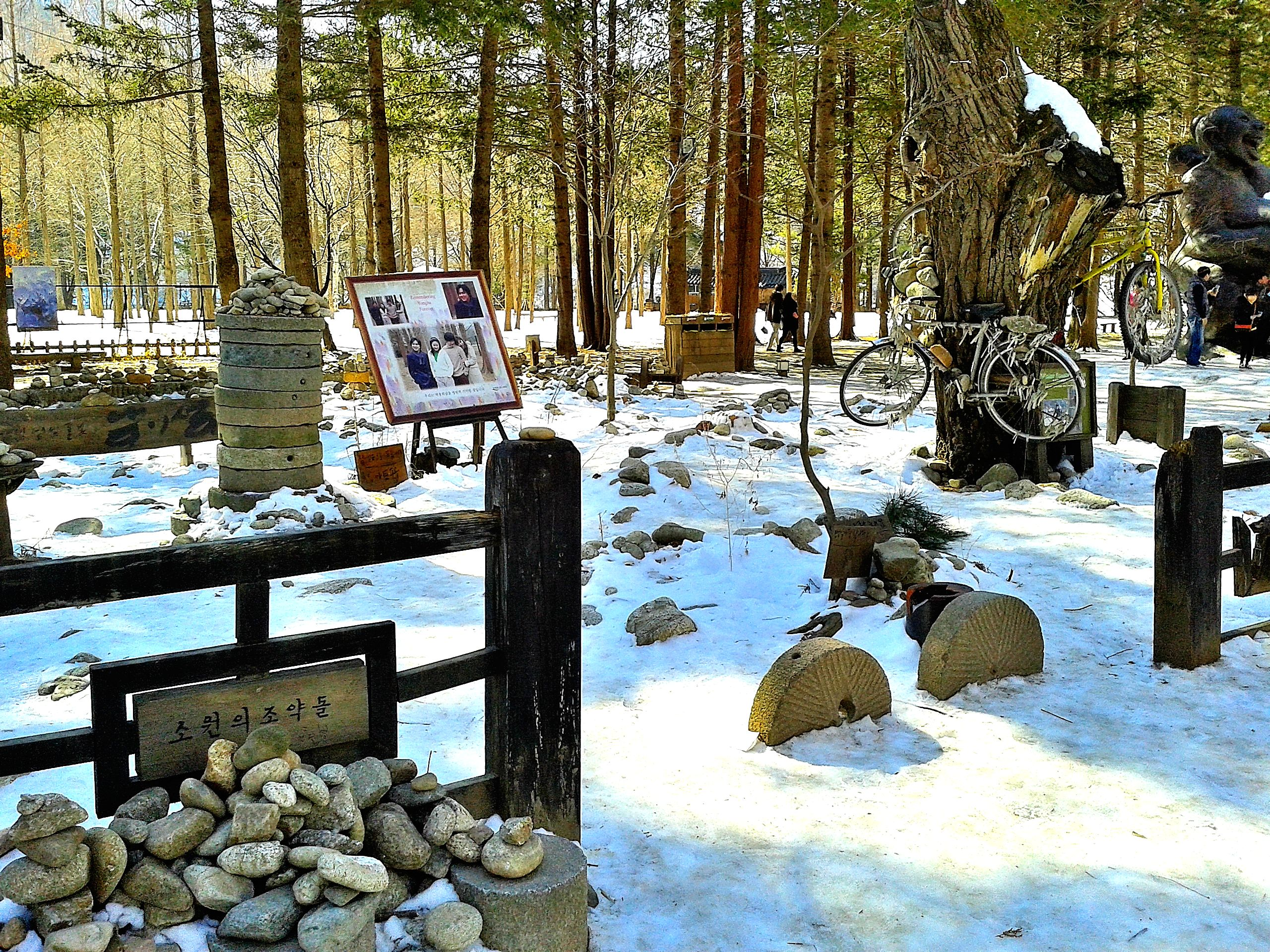
《冬季恋歌》拍摄地

进入21世纪后，韩剧借助20世纪90年代掀起的韩流风潮，向包括中国、日本、台灣、東南亞在内的世界各地出口。首先形成收视热潮的青春偶像剧。KBS在2000年和2002年制作的《蓝色生死恋》和《冬季恋歌》将韩剧的热潮扩大到了整个亚洲，劇中男女主角裴勇俊、宋承憲、宋慧乔和元斌等人的知名度也跟著水漲船高，该剧的外景拍摄地也成了旅游景点:24:33。KBS在2004年推出的偶像剧《浪漫满屋》，由于改编自著名漫画书，并由Rain和宋慧乔两位韩国当红明星领衔主演，因此备受关注，吸引了台湾方面的投资。2004年，MBC播出的《我叫金三顺》讲述的是一位没有学历、不漂亮、有些胖的29岁老姑娘实现灰姑娘之梦的故事。该剧新颖的喜剧风格和女主角金宣兒的优秀演技使其成为当年收视率最高的电视剧。2006年，MBC播出的改编自漫画书的偶像剧《宫》，描述的是19世纪王子与21世纪少年间的超越身份的爱情，也受到了观众的好评:25-26。2014年《来自星星的你》续《大长今》之后在亚洲再次掀起韩剧热潮。2016年，《太阳的后裔》再次突破收视率记录。该剧亦是首部韩中同步播出的电视剧。
进入2000年后，历史剧继续保持了1990年代后期的良好态势。KBS1播出的有关高丽建国的200集大型电视剧《太祖王建》，在长达两年多的播放期间一直维持着近40%的收视率。2001年，KBS2推出混合正史、野史并加入爱情剧因素的《明成皇后》，吸引了大量的观众。同年，MBC播出了改编自小说家崔仁浩同名小说的历史剧《商道》。该剧讲述了朝鲜王朝末期备受尊重的巨商林尚沃的一生。:26
“Fusion史剧”在进入21世纪后开始在韩国出现。“Fusion” 的意思是融合或混合，指在音乐、饮食、时装等文化领域将不同风格、价值和意义的事物融合在一起创造出新的事物。“Fusion史剧”是指在以正史或野史内容为基础，在台词、表情、感觉、服饰、颜色、喜剧性、爱情表现、人物个性及动作等各方面或多或少地采用现代元素:26。2003年，MBC制作的Fusion史剧《茶母》一经推出后，吸引了大批观众，并形成了叫做“茶母废人”的疯狂剧迷团。同年9月，MBC又推出了另一部Fusion史剧巨作《大长今》。该剧基于正史仅有一行的描述，生动地编织出医女徐长今不屈不饶的一生，在韩国、中国、日本、台灣和东南亚地区引发了收视热潮。2006年，MBC推出的有关高句丽建国始主东明圣王的Fusion史剧《朱蒙》，以其华丽的服饰、现代的台词、有个性的人物、现代感的爱情赢得了“国民电视剧”的称号。同年，KBS2播出了唯美主义的《黄真伊》，凸显了韩国传统的美感:27-28。

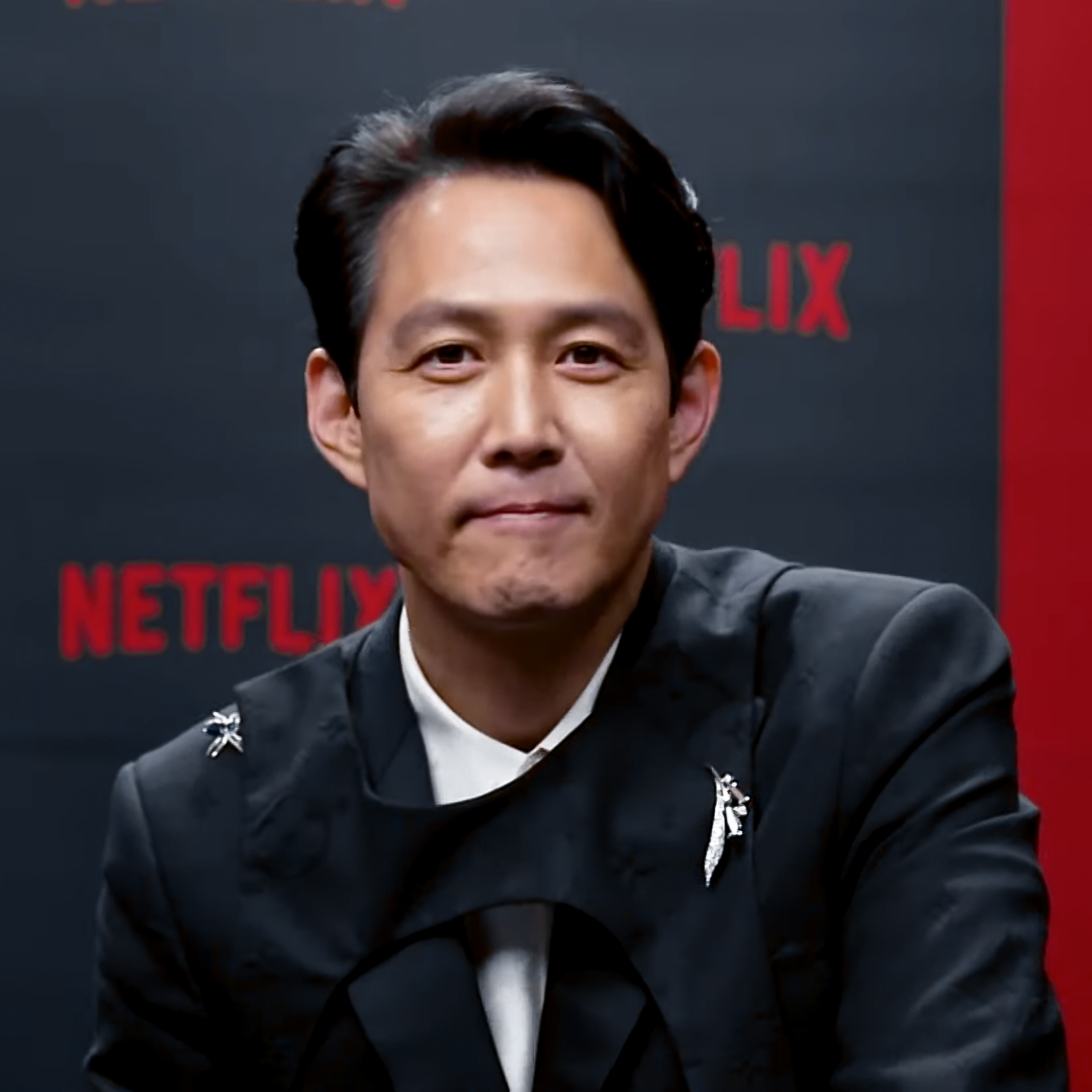
李政宰，第79屆金球獎劇情類劇集最佳男主角獎获得者，首位獲得美國演員工會獎美國演員工會獎劇情類影集最佳男演員的韓籍演員，也是首位以非英語作品獲得黃金時段艾美獎黃金時段艾美獎劇情類影集最佳男主角的演員

自2010年代末起，OTT平台成為嶄新的韓劇播出及製作渠道，由韓國製作公司製作的韓劇亦開始在国外的串流媒體服務上線，並成功打入海外市場。其中Netflix和Disney+/Hulu自2020年代開始大規模進軍韓劇開發市場後便成為韓劇最主要首選上線的國外平台，其他串流媒體平台如Amazon Prime Video和Apple TV+亦開始有限度的開發韓劇或代理電視韓劇的海外發行。2022年全球上线的韩剧《鱿鱼游戏》得到广泛好评，获奖无数。2022年该剧获美国电影学会电视类特别奖。該劇也是首部獲得美國演員工會獎提名暨得獎的非英語劇集，李政宰的演出除了受工會肯定，也獲頒獨立精神獎、評論家選擇電視獎與評論家選擇超級獎，該劇也是首部入圍美國製片人協會的非英語劇集。黄東赫赢得第74届黄金时段艾美奖剧情类剧集最佳导演奖，成为首位获此奖的亚洲导演和外语片导演。
2023年《柏青哥》续《鱿鱼游戏》之后再次获美国评论家选择奖（CCA）。

## 韩剧的文化特点

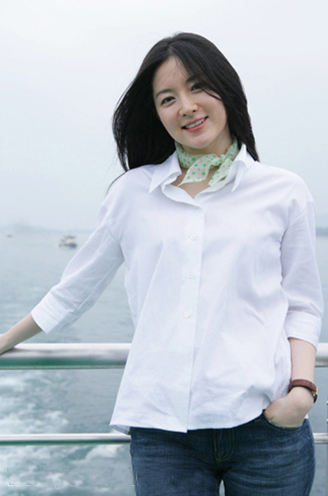
李英爱主演的《大長今》於亞洲廣受好評

艺术是其所属文化的体现和代表，韩剧体现着韩国东西方混合文化的特点:30-31:168。儒家道德理念在韩剧中经常得到体现。《看了又看》、《澡堂老板家的男人们》等家庭伦理剧提倡的是家庭成员间的相互关爱、孝敬父母、夫妻恩爱等传统儒家思想。《天堂的阶梯》、《冬季恋歌》等爱情剧演绎的是不离不弃、坚贞不渝的爱情故事:36。韩剧大多弘扬正能量，挖掘人性之美，褒扬真、善、美，塑造执著、坚忍、充满朝气的人物:37。《大长今》中的长今、郑尚宮和韩尚宮都秉承一种追求真理，让技艺造福人类，绝不让技艺沾染上权力和名利，即使个人利益受到严重威胁也绝不妥协。这种超越世俗利益的人生信念吸引和征服了不同文化背景的观众:34。在湖南卫视播出的时候，该剧甚至被冠以了“青春励志片”的宣传口号:38。
韩剧多以传统文化观念在新时代所面临的困惑为情节，具有鲜明的时代性。大多数的韩剧会采用寓教于乐的手法，将压抑、沉重的话题轻松化、温情化，留给观众轻松而不低俗的感受。韩剧也具有大众化的特点，展示艺术化的现实生活，现代人的价值趋向、伦理观念和对现实人生的思考。韩剧很少涉及大是大非的抉择，而是选择诸如年轻人应该孝敬父母，朋友间应该以信義为本，做人要诚实，珍惜亲情等平民精神诉求与价值观，使平民观众看后得到情感上的昇华，找到生活上的真谛与价值。此外，韩剧大多很“洁净”，正面人物多斯文有礼、遵章守纪，即使是热恋的情侣也很少有那些过火的镜头，可以在任何时段播出，适合全家人一起观看。:38-39:178-180

## 编剧
编剧在韩剧的制作中享有很高的地位。韩语以“作家”（작가）稱呼編劇:35-37。韩国每年都举行选拔编剧和剧本的活动。1948年3月，韩国举行了历史上的首次广播剧剧本有奖征稿活动。1961年12月31日，韩国首家电视台KBS成立后，编剧的需求开始增加。1962年2月，韩国放送作家协会成立:74-75。韩国放送作家协会和部分电视台都举办编剧培训。在韩国较为出色的编剧中有90%出自韩国放送作家协会于1988年成立的“韩国放送作家教育院”。韩国放送作家教育院设有基础班、进修班、创作班和专业班四个等级。教育院不以盈利为办学目的，只要通过学期末的选拔，基础班以上的学习是不收学费的。但通过基础班考核升入进修班是很难的。进入进修班的学员实际上已具有资格成为真正的编剧了:75。

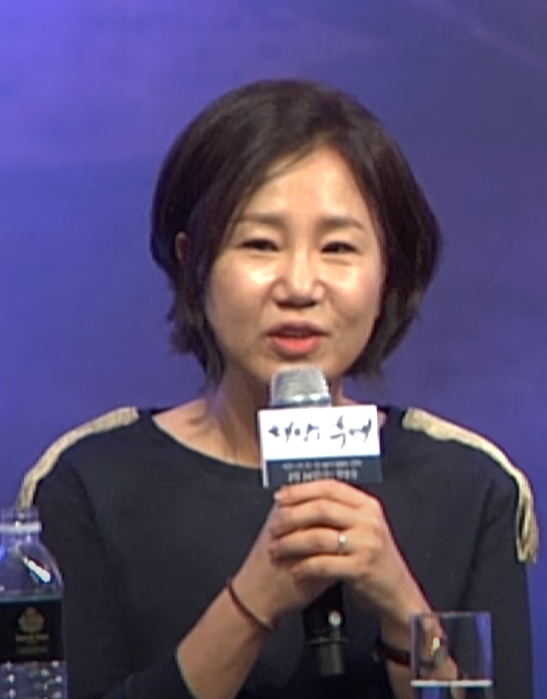
金銀淑作家是21世紀著名的韓國編劇

由于韩剧以家庭剧和爱情剧为主，而女性在家庭和爱情的感知力和在以女性观众居多的受众的认知度高于男性，因此在韩国女性编剧的数量远多于男性。此外，在韩国传统意识中，女性以持家为本，是否成为知名编剧并不重要，因此豁达的心理也是编剧工作变得持久而非浮躁:76:48-49。在女性编剧主导的爱情剧中，男性角色往往“屈从”于女主角的人格魅力。编剧一般坚持不伤害女性意识的规则，如果出现婚外情，当事人在剧中会受到外界和内心的谴责。女性所需要的情感庇护、凄美爱情在韩剧均有体现，使女性观众通过虚拟的故事平衡现实生活:81-82。
韩剧采取“边写、边拍、边播”的体制。电视剧开拍前无须全部的剧本和梗概，一般只需三分之一的剧本和梗概即可开拍。电视剧的播放一般也只需30%左右的完成片。不过，重大题材的剧目，比如历史片，为确保质量则会尽量在开拍前完成更多的剧本:76:4。由于编剧、拍摄和播出的间隔时间很短，导演拿到剧本后几乎无暇进行第二次创作。因此编剧的角色在韩剧制作过程中举足轻重，直接影响拍摄成品的效果。此外，剧组人员非常重视收视率和观众在网上论坛上的帖子，并将其作为剧情发展的重要参考。比如，在《大长今》中让國王对长今的爱无果而终，让本来已死去的《爱在哈佛》女主角活过来，都是剧组根据观众的愿望而设计的剧情:77。
编剧在韩国享有许多重要的著作权。电视台对编剧作品进行复制发行、提供给国内外电台、允许第三方复制、发行等都要提前书面通知编剧本人，并支付相应比例的重播费、再播费等费用:77。知名编剧的薪酬在韩国也非常高，大概是每集1500-2000万韩圆，高于知名导演和明星演员的薪酬:78:5:37-38。

## 导演和演员
韩国电视剧主要由KBS、MBC和SBS三大电台制作，而且采用边拍边播的制作方式，无须製作人考虑资金筹备和市场销售事宜。因此在传统的韩剧制作模式中，製作人（Producer）与导演（Director）的职责往往由一个人来担任，被称为PD，即Producer和Director的首字母组合。这种PD合一的做法不仅仅存在于电视剧的製作，综艺节目、纪录片等其它电视节目的制作在韩国也是这样的。身兼製作人和导演双重身份的PD 是韩剧製作的核心领导者，负责拍摄前故事大纲的制定、角色的安排、演员酬劳的确定，以及负责在拍摄期间的场景设定、镜头划分、执导表演，並且兼顾财政预算、拍摄进度、设备状况、技术水準和管理剧组等诸多工作。虽然PD工作繁重，但集各种权力于一身的PD可以有效地避免由于导演与製作人间的矛盾对剧组带来的影响。:105-106:60-61
韩国电视剧的PD是电视台通过考试选拔出来的。这种考试由面试、看片写评论文章、创意策划和即席创作四部分构成，录取率大概是十几到二十几分之一。新入社的人员一般都是先从AD（Associate Director，即助理製作人）做起，工作几年后升为PD。记录片的PD通常需要3-4年的AD工作经验，电视剧的PD需要的时间则要长些，可能6至7年。PD负责全部的资金统筹和拍摄工作，AD则在财政支出和拍摄场地的确定等具体事务方面做的更多些:106-107。与电影导演不同，韩剧的PD大多数是文科专业出身，毕业于影视专业或其它艺术专业的人并不多。一些人认为电视制作技术和艺术方面可以通过在职培训获得，因此综合的人文素质对于电视节目从业者更为重要。但也有人对持反对意见认为电视艺术人才也需要专门的培训，但韩国目前这类专业院校成立的较晚。另一方面，在很多学习电影的人的眼中，电视剧的艺术性是不能与电影想提并论的，电视剧要追求艺术性就需要减少节目的数量，但这会导致制作者收入的减少。因此，大多数影视专业的学生还是喜欢到电影界发展。在韩国，PD的平均收入是高于电影导演的，可是从电影转向电视剧的人是很少的，但从电视剧转向电影的人却是有的:107-108:64-66。
韩国演员大多毕业与艺术院校，也有从其它相关行业进入演艺圈:114。导演在选择演员时有两种方式。一种方式是选择性格或以往扮演的角色与剧情需要相近的演员。第二种方式则反之，选择与演员性格和以往扮演的角色类型形成强烈反差的演员:126。第一種方式的好处是导演在演员表演方面不必过多分心，演员表演也比较得心应手。但这種方式会使演员和导演都显得缺少新意和突破。第二种方式有较大的挑战性。但演员可以获得改变或突破以往形象，尝试不同类型的角色:126-127。

## 摄影

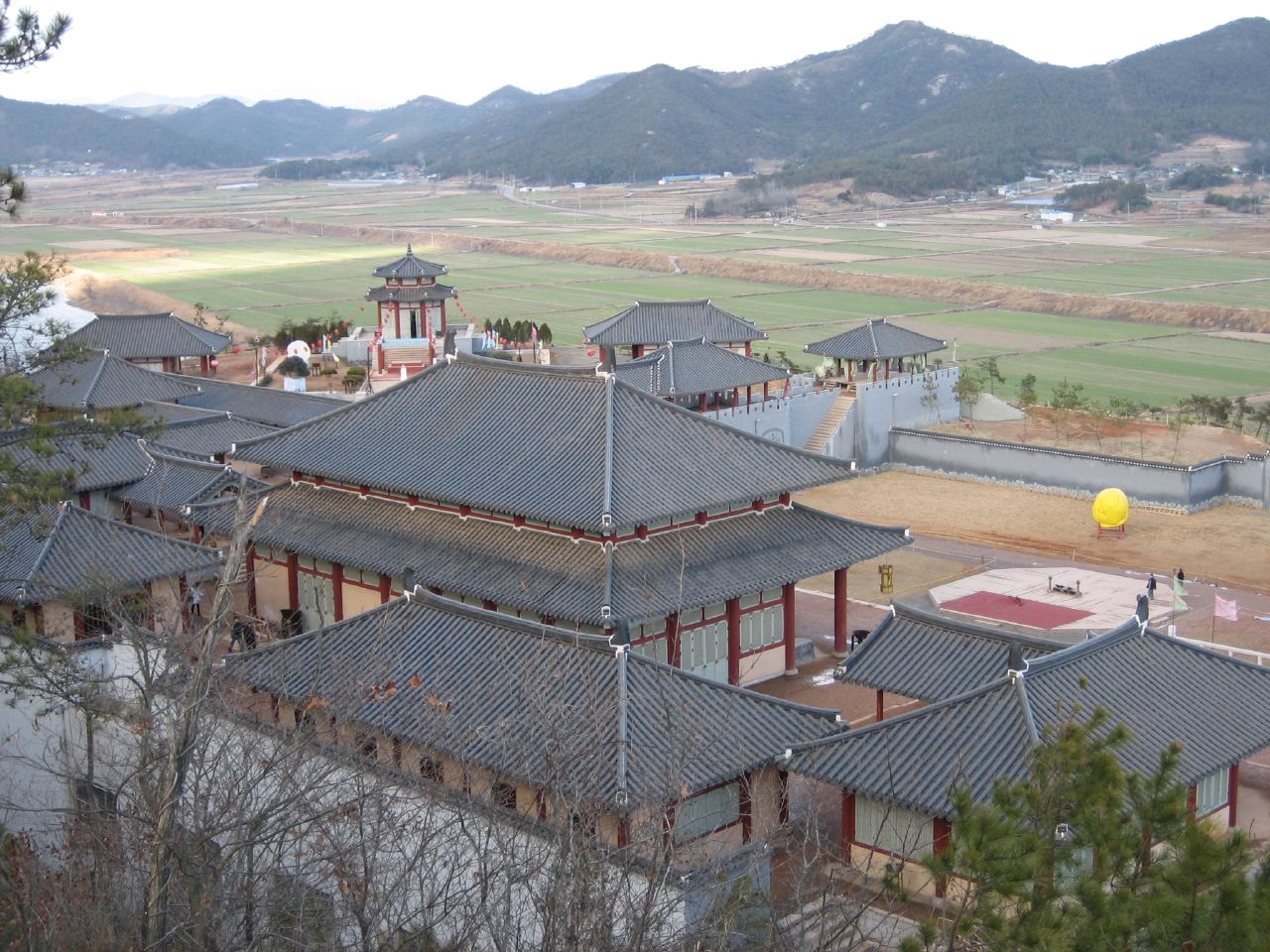
MBC影视基地

韩剧的影像唯美清新，精致亮丽。这是韩国在影视人才的培养，摄影过程专业化与追求完美的结果。韩国许多大学都设有专门的影视制作专业，而且专业方向分得很细。这为韩国制作唯美电视剧提供了人才的保障。:142-143
在韩国，电视台一般是向下属的影视制作公司订购电视剧，因此制作公司一般没有资金压力。为获得高质量的画面，制作公司往往不惜重金。比如韩剧《宫》每集用于韩国传统家具、装饰等布景的费用就高达23万美元:143。《大长今》剧组为了拍摄做菜的过程，特意邀请韩国第三十八号无形文化遗产“朝鲜王朝御膳”技能的保有者候补人、御膳研究院和传统糕点教育院院长韩福丽女士亲自制作。一道菜要煮多次，重复拍摄多次，以求达到精益求精的效果:145:6。
内景在各类型韩剧所占的比例较高，历史剧一般是50%，现代戏则在70%以上。大量的室内剧和“边拍边播”的体制，使双机位或三机位拍摄在韩剧的制作中很普遍。而在中国，除宏大场面等特殊情况会临时才用多机拍摄外，电视剧的制作一般采用单机拍摄。与同一个场景打乱剧情发生的顺序进行拍摄相比，韩剧“边拍边播”的体制可以很好地保持演员情绪和表演的连贯性，成为演员表演细腻生动的保证但同时也加大了摄影、灯光、美术部门的工作量与强度。:144
韩剧在摄影景别上大量使用包括近景、大近景和特写在内的近景镜头，以展现人物的肖像特点，让观众强烈感受到人物的面部表情，内心丰富的情感，使韩剧人物感情细腻、角色生动。韩剧《朱蒙》中，人物近景几乎都是通过中长焦距的镜头或大光圈小景深拍摄的，将人物背景虚化，使剧中角色性格冲突、情感交流和内心世界都通过“近距离接触”的方式呈现在屏幕上:151。此外，韩剧非常重视后期的调色。一般韩剧在调色方面的投入都在15-50亿韩圆之间。韩剧《宫》的拍摄周期是七个月左右，但不惜花两倍于摄影的时间用于后期调色。《大长今》的后期色彩校正也花费整整半年的时间:150。

## 类型与播出時段
根据韓國电视台电视剧播出安排时间段的不同，韩剧可以分为晨间电视剧、日日电视剧、月火电视剧、水木电视剧和周末电视剧。晨間電視劇與日日电视剧於每週平日播出一集，每集約30分钟，集数通常在100集以上，播出时间少则半年，多则几年。晨间电视剧的目标观众主要是家庭主妇，晚上播出的日日劇則是以30-40年龄段的观众为主，适合全家人观看。月火電視劇為週一、週二各播出一集（周一为月曜日，周二为火曜日），水木電視劇為週三、週四各播出一集（周三为水曜日，周四为木曜日），每集約60至70分钟，此兩時段主打年輕觀眾，多數為16集的迷你劇集，也有20至24集的中篇電視劇，有時則會重金打造25集以上的長篇電視劇。週末劇可分為週末連續劇與週末特別企劃劇，均於週六與週日各播出一集，每集約60至70分鐘，前者可視為週末播出的日日劇，因此又稱為週末家庭劇（주말 가족극），集數多為50集以上；後者可視為週末播出的月火劇或水木劇，但多為20集以上的中長篇電視劇。:4
於週五、週六各播出一集，每集約60至70分鐘的金土劇（週五為金曜日，週六為土曜日），是源自韓國的有線電視與綜合編成，以製播迷你劇集與中篇電視劇為主。
| 播出時段 | 星期一     | 星期二     | 星期三     | 星期四     | 星期五     | 星期六         | 星期日         |
| 播出時段 | 月曜日     | 火曜日     | 水曜日     | 木曜日     | 金曜日     | 土曜日         | 日曜日         |
| -------- | ---------- | ---------- | ---------- | ---------- | ---------- | -------------- | -------------- |
| 早上     | 晨間連續劇 | 晨間連續劇 | 晨間連續劇 | 晨間連續劇 | 晨間連續劇 | -              | -              |
| 晚上     | 日日連續劇 | 日日連續劇 | 日日連續劇 | 日日連續劇 | 日日連續劇 | 週末連續劇     | 週末連續劇     |
| 晚上     | 月火劇     | 月火劇     | 水木劇     | 水木劇     | 金曜劇     | 週末特別企劃劇 | 週末特別企劃劇 |
| 晚上     | 月火劇     | 月火劇     | 水木劇     | 水木劇     | 金土劇     | 金土劇         | 日曜劇         |

## 收視率
韓國電視劇目前由三家機構進行收視調查，分別是每日發表收視率資料的AGB尼爾森 （页面存档备份，存于）（AGB Nielsen）及TNmS （页面存档备份，存于），與每分鐘發佈實時間收視率的ATAM （页面存档备份，存于）。韓國於早年只有韓國媒體服務(MSK)一家機構作收視率調查，1999年8月MSK被尼爾森(AGB)收購。於1999年6月，TNS(Taylor Nelson Sofres)媒體正式加入收視調查行列，並於2010年改名為TNmS（Total National Multimedia Statistics）。在調查戶數方面，AGB尼爾森覆蓋全國2050戶，而TNmS則覆蓋2000戶、ATAM覆蓋韓國首爾市、京畿道及仁川市三地共700戶。傳統的兩家收視調查機構的收視差異一般約於3%以內。近年，AGB尼爾森持續於每天早上在網上發布上一天的收視率。相反，TNmS的收視率資料在網上愈難搜尋，例如在2017年起，該機構停止在其官方網站發布收視率資料，而NAVER等門戶網站亦於其後終止發布TNmS的收視率資料，使媒體漸多只報道AGB尼爾森所調查的收視率資料。
基於早年韓國民眾皆以收看三大電視台節目為主要娛樂，故在2000年代前較受歡迎的劇集，一般而言皆容易超越50%收視率水平。然則，自2000年代後，隨著科技逐漸發達，收看電視節目已不是韓國民眾獲得娛樂的唯一途徑，故三大電視台之收視率亦不斷下降，三大台劇集亦愈難創下高收視的成績。自2010年代中期起，更出現劇集收視率低至1至3%的極低收視水平之情況。因此，最高收視率的三大電視台劇集多為1990年代至2000年代初期播映。相反，在三大電視台收視率面臨衰退危機之時，韓國的有線頻道及新興的綜合編成頻道接續崛起，並頻頻打破非三大電視台的劇集收視率紀錄。

### 三大免費地上廣播電視台最高劇集收視率列表
| #  | 電視劇               | 電視台 | 最高全國單集收視率 （AGB尼爾森） | 播放年度       |
| -- | -------------------- | ------ | -------------------------------- | -------------- |
| 1  | 最愛的人是你         | MBC    | 66.9%                            | 1997年－1998年 |
| 2  | 初戀                 | KBS2   | 65.8%                            | 1996年－1997年 |
| 3  | 愛情是什麼           | MBC    | 64.9%                            | 1991年－1992年 |
| 4  | 沙漏                 | SBS    | 64.5%                            | 1995年         |
| 5  | 許浚                 | MBC    | 63.5%                            | 1999年－2000年 |
| 6  | 陽光場地             | KBS2   | 62.7%                            | 1995年         |
| 7  | 兒子和女兒           | MBC    | 61.1%                            | 1992年－1993年 |
| 8  | 太祖王建             | KBS1   | 60.2%                            | 2000年－2002年 |
| 9  | 黎明的眼睛           | MBC    | 58.4%                            | 1991年－1992年 |
| 10 | 大長今               | MBC    | 57.8%                            | 2003年－2004年 |
| 11 | 看了又看             | MBC    | 57.3%                            | 1998年－1999年 |
| 12 | 真實                 | MBC    | 56.5%                            | 2000年         |
| 13 | 巴黎戀人             | SBS    | 56.3%                            | 2004年         |
| 14 | 嫉妒                 | MBC    | 56.1%                            | 1992年         |
| 15 | 即使風在吹           | KBS2   | 56.1%                            | 1995年－1996年 |
| 16 | 澡堂老闆家的男人們   | KBS2   | 53.4%                            | 1995年－1996年 |
| 17 | 菊熙                 | MBC    | 53.1%                            | 1999年         |
| 17 | 青春的陷阱           | SBS    | 53.1%                            | 1999年         |
| 19 | 蕃茄                 | SBS    | 52.7%                            | 1999年         |
| 20 | M                    | MBC    | 52.2%                            | 1994年         |
| 21 | 暴風的季節           | MBC    | 52.1%                            | 1993年         |
| 22 | 野人時代             | SBS    | 51.8%                            | 2002年－2003年 |
| 23 | 媽媽的大海           | MBC    | 51.6%                            | 1993年         |
| 24 | 野望的傳說           | KBS2   | 50.2%                            | 1998年         |
| 25 | 女人天下             | SBS    | 49.9%                            | 2001年－2002年 |
| 26 | 兒子的女人           | MBC    | 49.7%                            | 1994年－1995年 |
| 26 | 朱蒙                 | MBC    | 49.7%                            | 2006年－2007年 |
| 28 | 龍之淚               | KBS1   | 49.6%                            | 1996年－1998年 |
| 29 | 我唯一的守護者       | KBS2   | 49.4%                            | 2018年－2019年 |
| 30 | 星夢奇緣             | MBC    | 49.3%                            | 1997年         |
| 30 | 麵包王金卓求         | KBS2   | 49.3%                            | 2010年         |
| 32 | 我叫金三順           | MBC    | 49.1%                            | 2005年         |
| 33 | 野望                 | MBC    | 49.0%                            | 1994年         |
| 34 | 首爾之月             | MBC    | 48.7%                            | 1994年         |
| 35 | 最後的勝負           | MBC    | 48.6%                            | 1994年         |
| 36 | 愛上女主播           | MBC    | 48.3%                            | 2000年         |
| 36 | 王家一家人           | KBS2   | 48.3%                            | 2013年－2014年 |
| 38 | 你家的丈夫是什麼樣？ | SBS    | 48.2%                            | 1993年         |
| 39 | 灰姑娘               | MBC    | 48.0%                            | 1997年         |
| 40 | 人魚小姐             | MBC    | 47.9%                            | 2002年－2003年 |
| 41 | All In               | SBS    | 47.7%                            | 2003年         |
| 42 | 我的女兒㥠榮         | KBS2   | 47.6%                            | 2012年－2013年 |
| 43 | 直到我們相愛         | KBS1   | 47.1%                            | 1996年－1997年 |
| 44 | 玫瑰色人生           | KBS2   | 47.0%                            | 2005年         |
| 45 | Pilot                | MBC    | 46.2%                            | 1993年         |
| 46 | 秋日童話             | KBS2   | 46.1%                            | 2000年         |
| 47 | 富家女               | KBS2   | 45.9%                            | 1994年－1995年 |
| 48 | 順藤而上的你         | KBS2   | 45.3%                            | 2012年         |
| 49 | 燦爛的遺產           | SBS    | 45.2%                            | 2009年         |
| 50 | 我的黃金光輝人生     | KBS2   | 45.1%                            | 2017年－2018年 |

### 付費電視台(有線與綜編頻道)最高劇集收視率列表
| #  | 電視劇                | 電視台    | 最高全國單集收視率 （AGB尼爾森） | 播放年度       |
| -- | --------------------- | --------- | -------------------------------- | -------------- |
| 1  | 夫婦的世界            | JTBC      | 28.371%                          | 2020年         |
| 2  | 財閥家的小兒子        | JTBC      | 26.948%                          | 2022年         |
| 3  | 淚之女王              | tvN       | 24.850%                          | 2024年         |
| 4  | Sky Castle            | JTBC      | 23.779%                          | 2018年－2019年 |
| 5  | 愛的迫降              | tvN       | 21.683%                          | 2019年－2020年 |
| 6  | 請回答1988            | tvN       | 18.803%                          | 2015年－2016年 |
| 7  | 孤單又燦爛的神－鬼怪  | tvN       | 18.680%                          | 2016年－2017年 |
| 8  | 車貞淑醫生            | JTBC      | 18.546%                          | 2023年         |
| 9  | 陽光先生              | tvN       | 18.129%                          | 2018年         |
| 10 | 非常律師禹英禑        | ENA       | 17.534%                          | 2022年         |
| 11 | 哲仁王后              | tvN       | 17.371%                          | 2020年－2021年 |
| 12 | 浪漫速成班            | tvN       | 17.038%                          | 2023年         |
| 13 | 王后傘下              | tvN       | 16.852%                          | 2022年         |
| 14 | 結婚作詞，離婚作曲2   | TV朝鮮    | 16.582%                          | 2021年         |
| 15 | 梨泰院Class           | JTBC      | 16.548%                          | 2020年         |
| 16 | 正年                  | tvN       | 16.458%                          | 2024年         |
| 17 | 代理公司              | JTBC      | 16.044%                          | 2023年         |
| 18 | 黑道律師文森佐        | tvN       | 14.636%                          | 2021年         |
| 19 | 我們的藍調            | tvN       | 14.597%                          | 2022年         |
| 20 | 百日的郎君            | tvN       | 14.412%                          | 2018年         |
| 21 | 機智醫生生活          | tvN       | 14.142%                          | 2020年         |
| 22 | 機智醫生生活2         | tvN       | 14.080%                          | 2021年         |
| 23 | 歡迎來到王之國        | JTBC      | 13.789%                          | 2023年         |
| 24 | 玉氏夫人傳            | JTBC      | 13.575%                          | 2024年－2025年 |
| 25 | 海岸村恰恰恰          | tvN       | 12.665%                          | 2021年         |
| 26 | 歡迎回到三達里        | JTBC      | 12.399%                          | 2023年－2024年 |
| 27 | Signal                | tvN       | 12.544%                          | 2016年         |
| 28 | 有品位的她            | JTBC      | 12.065%                          | 2017年         |
| 29 | 壞媽媽                | JTBC      | 12.032%                          | 2023年         |
| 30 | 德魯納酒店            | tvN       | 12.001%                          | 2019年         |
| 31 | 和我老公結婚吧        | tvN       | 11.951%                          | 2024年         |
| 32 | 她的日與夜            | JTBC      | 11.744%                          | 2024年         |
| 33 | 紅氣球                | TV朝鮮    | 11.566%                          | 2022年－2023年 |
| 34 | 二十五，二十一        | tvN       | 11.513%                          | 2022年         |
| 35 | 機智牢房生活          | tvN       | 11.195%                          | 2017年－2018年 |
| 36 | 小女子                | tvN       | 11.105%                          | 2022年         |
| 37 | 驚奇的傳聞            | OCN       | 10.999%                          | 2020年－2021年 |
| 38 | 成為王的男人          | tvN       | 10.851%                          | 2019年         |
| 39 | 智異山                | tvN       | 10.663%                          | 2021年         |
| 40 | Mine                  | tvN       | 10.512%                          | 2021年         |
| 41 | 請回答1994            | tvN       | 10.431%                          | 2013年         |
| 42 | 大力女子姜南順        | JTBC      | 10.420%                          | 2023年         |
| 43 | 結婚作詞，離婚作曲3   | TV朝鮮    | 10.395%                          | 2022年         |
| 44 | Show Window：女王之家 | Channel A | 10.335%                          | 2021年－2022年 |
| 45 | 男朋友                | tvN       | 10.329%                          | 2018年－2019年 |
| 46 | 協商的技術            | JTBC      | 10.315%                          | 2025年         |
| 47 | 軍檢察官多伯曼        | tvN       | 10.081%                          | 2022年         |
| 48 | 阿爾罕布拉宮的回憶    | tvN       | 10.025%                          | 2018年－2019年 |
| 49 | 又，吳海英            | tvN       | 9.991%                           | 2016年         |
| 50 | 綁匪－盜取命運        | MBN       | 9.759%                           | 2021年         |

## 國民稱號

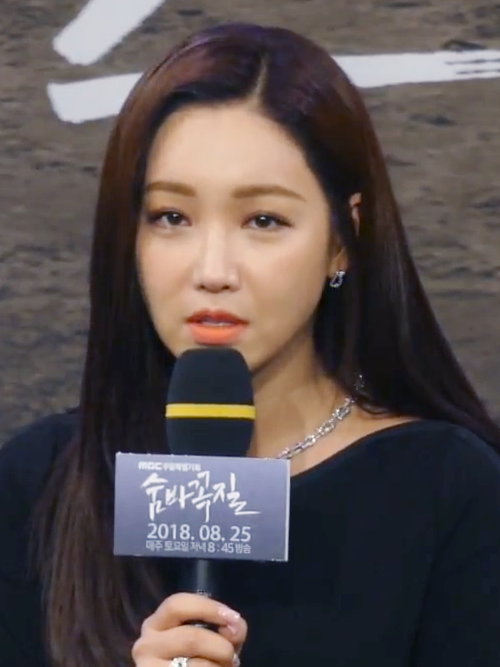
李幼梨演繹惡女迎來事業高峰

演員在電視劇中因為扮演該角色，其形象深植人心，則會被冠上「國民〇〇」的稱號，例如：劉俊相因《順藤而上的你》而得稱「國民丈夫」，秀愛因《野王》而得稱「國民惡女」。2014年，李幼梨於《來了！張寶利》中將惡角「延玟廷」演得絲絲入扣，而繼秀愛後得稱「國民惡女」。

## 國民電視劇
深受觀眾喜愛的電視劇，且收視率超過40%時，則該劇會被韓國媒體冠上「國民電視劇」的稱號。
- 2003年：《大長今》（57.8%）
- 2004年：《巴黎戀人》（57.6%）
- 2005年：《我叫金三順》（50.5%）
- 2006年：《朱蒙》（51.9%）
- 2009年：《燦爛的遺產》（47.1%）、《善德女王》（44.9%）
- 2010年：《麵包王金卓求》（50.8%）
- 2011年：《笑吧！東海》（44.8%）
- 2012年：《擁抱太陽的月亮》（42.3%）、《順藤而上的你》（49.2%）
- 2013年：《我的女兒書英》（48.5%）
- 2014年：《王家一家人》（48.3%）、《來了！張寶利》（40.4%）
- 2016年：《太陽的後裔》（41.6%）
- 2017年：《我的黃金光輝人生》（47.5%）
- 2019年：《我唯一的守護者》（49.4%）

## 外部連結
- 流行韓劇 - 韓國旅遊官方網站
- [永久] - 韩国旅游发展局